# فاصولياء مصرية
الفاصولياء المصرية (باللاتينية: Phaseolus aegypticus) نوع نباتي ينتمي إلى جنس الفاصولياء من الفصيلة البقولية.

## الوصف النباتي
النبات متسلق، وإذا وجد ما يتسلق عليه فسيصل ارتفاعه إلى حوالي المترين.  النبات سهل التمييز لأن البذور الناضجة مميزة جدًا، حيث تكون كل بذرة نصف بيضاء ونصف بنية-حمراء، مع أن هناك صنفا أمريكيا ذا بذور بيضاء يدعى بنفس الاسم.

## البيئة والتأقلم
يعتقد أن هذا النبات يفضل الترب الخفيفة.